# Абрикосівська сільська рада (Кіровський район)
Абрико́сівська сільська́ ра́да — адміністративно-територіальна одиниця та орган місцевого самоврядування в Кіровському районі Автономної Республіки Крим. Адміністративний центр — село Абрикосівка.

## Загальні відомості
- Населення ради: 2 692 особи (станом на 2001 рік)

## Населені пункти
Сільській раді були підпорядковані населені пункти:
- с. Абрикосівка
- с. Бабенкове
- с. Кринички
- с. Матросівка

## Склад ради
Рада складалася з 16 депутатів та голови.
- Голова ради: Прищепко Василь Григорович

### Керівний склад попередніх скликань
| Прізвище, ім'я, по батькові  | Основні відомості                                                                       | Дата обрання | Дата звільнення |
| ---------------------------- | --------------------------------------------------------------------------------------- | ------------ | --------------- |
| Черкаєв Олександр Сергійович | Сільський голова, 1959 року народження, член Народної партії                            | 26.03.2006   | 31.10.2010      |
| Прищепко Василь Григорович   | Сільський голова, 1959 року народження, освіта середня спеціальна, член Партії регіонів | 18.09.2011   |                 |

Примітка: таблиця складена за даними сайту Верховної Ради України

### Депутати
За результатами місцевих виборів 2010 року депутатами ради стали:

#### За суб'єктами висування
| Суб'єкт висування           | Кількість обраних депутатів | %    |
| --------------------------- | --------------------------- | ---- |
| Партія регіонів             | 11                          | 68,8 |
| Самовисування               | 4                           | 25   |
| Комуністична партія України | 1                           | 6,3  |

#### За округами
| № округу                    | Прізвище, ім'я, по батькові     | Дата визнання обраним | Освіта             | Партійна приналежність            | Відомості про обраного депутата                        |
| --------------------------- | ------------------------------- | --------------------- | ------------------ | --------------------------------- | ------------------------------------------------------ |
| Комуністична партія України |                                 |                       |                    |                                   |                                                        |
| 12                          | Щербіна Олександра Вікторівна   | 04.11.2010            | середня спеціальна | член Комуністичної партії України | пенсіонер                                              |
| Партія регіонів             |                                 |                       |                    |                                   |                                                        |
| 1                           | Носенков Олександр Валентинович | 04.11.2010            | середня            | член Партії регіонів              | тимчасово не працює                                    |
| 3                           | Савенкова Євдокія Петрівна      | 04.11.2010            | середня спеціальна | член Партії регіонів              | ВПЗ с. Абрикосівка, начальник                          |
| 4                           | Соліна Олександра Олександрівна | 04.11.2010            | вища               | член Партії регіонів              | Абрикосівська сільська рада, секретар                  |
| 5                           | Дегтярьов Михайло Іванович      | 04.11.2010            | середня            | член Партії регіонів              | пенсіонер                                              |
| 6                           | Козаченко Алла Іванівна         | 04.11.2010            | середня спеціальна | позапартійна                      | будинок культури с. Абрикосівка, директор              |
| 7                           | Іванов Сергій Іванович          | 04.11.2010            | вища               | член Партії регіонів              | база відпочинку «Дон» смт Коктебель, інженер           |
| 8                           | Шавкунова Тетяна Іванівна       | 04.11.2010            | середня спеціальна | член Партії регіонів              | ЖКС с. Абрикосівка, касир                              |
| 11                          | Тішкіна Тетяна Олексіївна       | 04.11.2010            | середня            | член Партії регіонів              | тимчасово не працює                                    |
| 13                          | Кулешова Валентина Федорівна    | 04.11.2010            | середня            | член Партії регіонів              | дитсадок «Ластівка», помічник вихователя               |
| 15                          | Заяц Юрій Олександрович         | 04.11.2010            | вища               | позапартійний                     | пенсіонер                                              |
| 16                          | Малишева Тетяна Олександрівна   | 04.11.2010            | середня спеціальна | член Партії регіонів              | фельдшерсько-акушерський пункт с. Кринички, фельдшер   |
| Самовисування               |                                 |                       |                    |                                   |                                                        |
| 2                           | Скарябкін Віктор Семенович      | 04.11.2010            | середня спеціальна | член Партії «Союз»                | тимчасово не працює                                    |
| 9                           | Усєінов Абляміт Абдувєлієвич    | 04.11.2010            | середня спеціальна | позапартійний                     | тимчасово не працює                                    |
| 10                          | Швайко Іван Іванович            | 04.11.2010            | середня спеціальна | член Комуністичної партії України | селянське фермерське господарство «Лібер», управляючий |
| 14                          | Остюченко Світлана Миколаївна   | 04.11.2010            | середня            | позапартійна                      | приватний підприємець, с. Кринички                     |